# Ford of Europe
Ford of Europe ist die europäische Niederlassung der US-amerikanischen Ford Motor Company. Sie hat ihren Sitz in Köln.

## Modellgeschichte PKW
Ford of Europe entstand 1967 durch den Zusammenschluss von Ford Deutschland mit der britischen Ford-Niederlassung (Ford of Britain).

### 1967–1973: Cortina und Escort

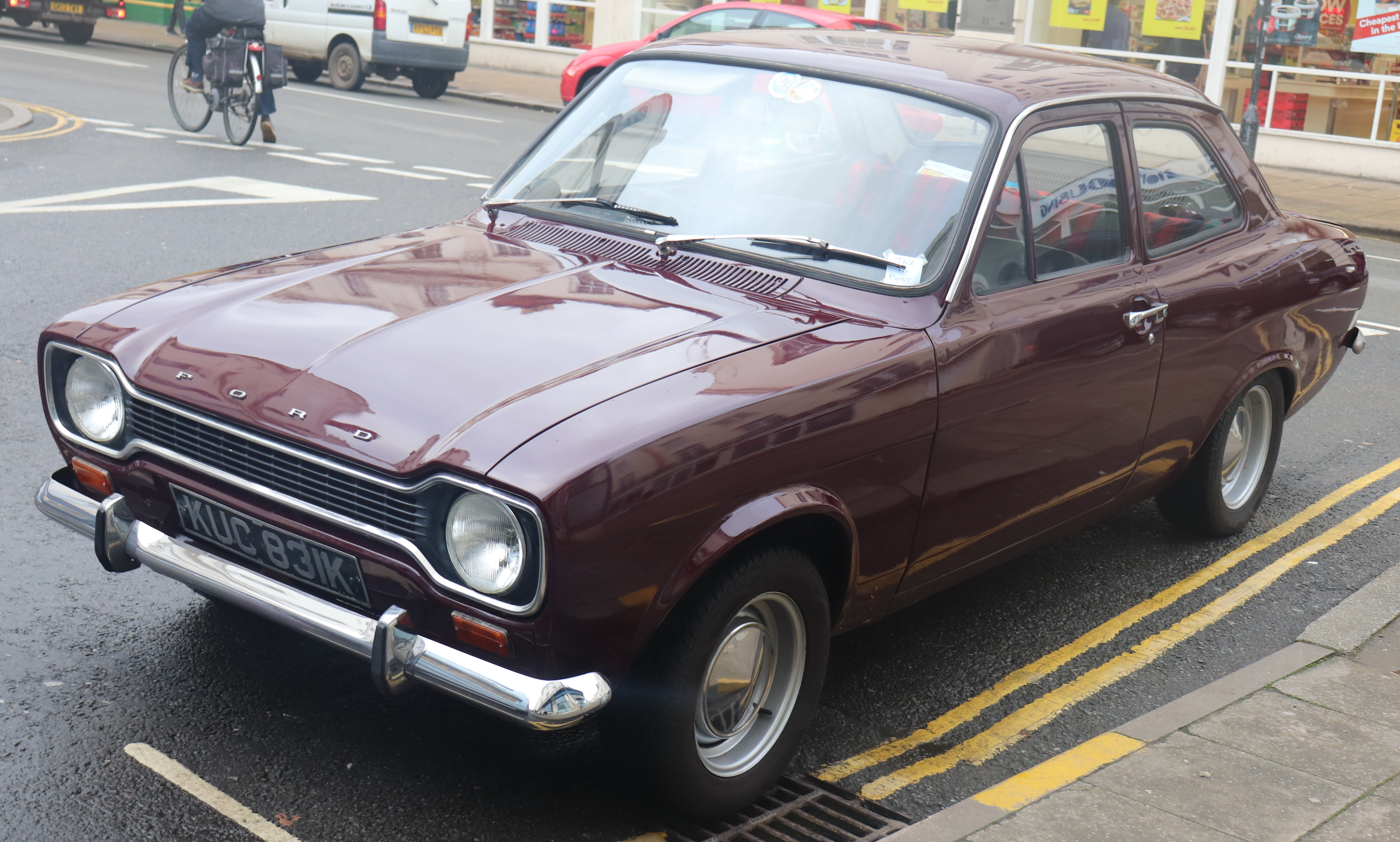
Erstes Gemeinschaftsprojekt war der Ford Escort ’68 (ab 1967)

Das erste neue Modell nach Gründung von Ford of Europe war der Escort, der im Vereinigten Königreich ab Oktober 1967 gebaut und später im Jahr verkauft wurde. Der Escort war eine Limousine der unteren Mittelklasse mit Frontmotor und Hinterradantrieb und ersetzte den britischen Anglia. Außer im Vereinigten Königreich wurde der Wagen ab 1970 auch in Deutschland gebaut. Zuerst kam die 2-türige Limousine heraus, später gab es auch einen 3-türigen Kombi, einen 3-türigen Lieferwagen und eine 4-türige Limousine. Angetrieben wurde der Escort von Vierzylinder-Otto-Reihenmotoren mit 0,95, 1,1 und 1,3 Liter Hubraum. Später gab es auch einen 2,0-Liter-Reihenmotor im RS 2000, der eine Höchstgeschwindigkeit von 177 km/h erreichte.
Der Wagen wurde schnell sehr beliebt und stach die Modelle der wichtigsten Wettbewerber, wie zum Beispiel Opel und Volkswagen (in Deutschland), Vauxhall, BMC und die Rootes-Gruppe (in Großbritannien) aus. Der Escort erreichte nie solch eine große Dominanz in Europas größtem Automobilmarkt, jagte aber dem Opel Kadett und dem VW Käfer deutliche Marktanteile ab.
Die zweite große Modellvorstellung von Ford of Europe war 1969 der Capri, ein Sportcoupé. Der Wagen basierte auf der Plattform des Cortina, wurde von Motoren mit 1,3 bis 3,0 Liter Hubraum angetrieben und ebenfalls in Großbritannien und Deutschland gebaut, dort mit V4- und V6-Motoren. Auch dieses Modell erlangte schnell Popularität.
Im August 1970 wurden in Großbritannien der Cortina Mk. III und in Deutschland der fast baugleiche Ford Taunus TC vorgestellt, der dort den Taunus 12 M / 15 M ersetzte. Die britischen und deutschen Modelle basierten auf der gleichen Plattform, hatten aber leicht unterschiedliche Karosserien und heimische Motoren als Antrieb, obwohl es beide Wagen mit dem in USA entwickelten 2,0-Liter-OHC-Vierzylinder-Ottomotor zu kaufen gab. 1972 war der Cortina das meistverkaufte Auto im Vereinigten Königreich.
Im Frühjahr 1972 ersetzte Ford Europe seine Spitzenmodelle (in Großbritannien der Zephyr / Zodiac, in Deutschland der 17 M / 20 M / 26 M) durch den Consul und Granada, die als Limousine, Kombi und Coupé verfügbar waren. Diese Modelle zielten direkt auf den Rover P6, den Audi 100 und den Triumph 2000. Schnell hatten Consul und Granada ihre Konkurrenten in vielen Ländern übertrumpft und 1973 lagen sie an 10. Stelle der Verkaufsstatistik im Vereinigten Königreich. Wie der Capri und der Cortina / Taunus TC wurden die frühen Consul und Granada sowohl in Großbritannien als auch in Deutschland gebaut, aber in jedem Land mit den dort üblichen Motoren.

### 1974–1980: Escort ’81 und neuer Fiesta

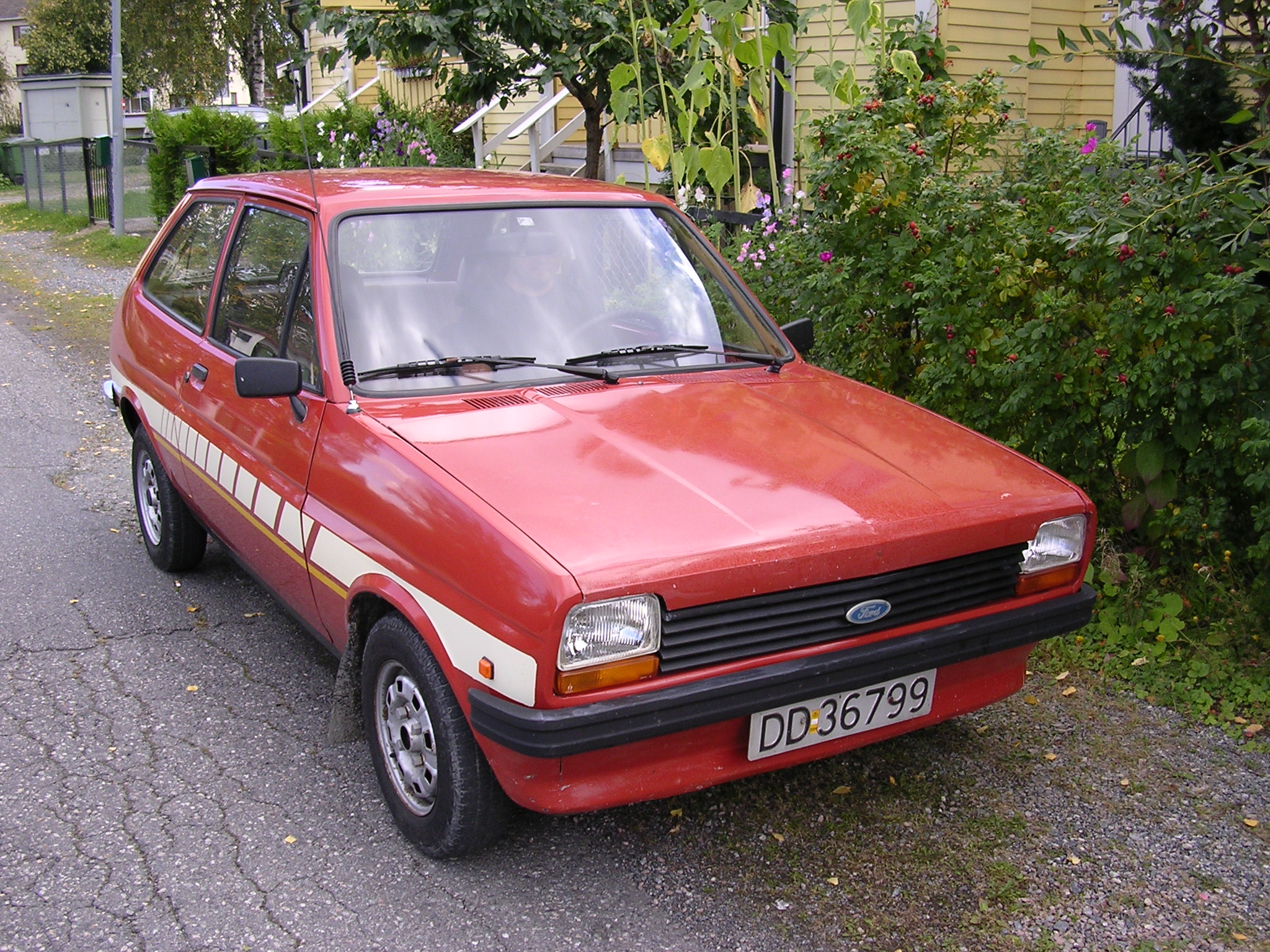
Ford Fiesta ’76

Ein überarbeiteter Capri II erschien Anfang 1974. Er hatte eine Heckklappe anstatt des gewöhnlichen Kofferraumdeckels.
Die zweite Baureihe des Escort erschien 1975. Diese unterschied sich von außen vom Vorgänger, hatte aber die gleiche Bodengruppe. Der kleinste Motor mit 0,95 Liter Hubraum, der sich nie gut verkauft hatte, wurde nur noch in Italien angeboten.
1975 verdrängte Ford British Leyland (mit dem Marken Austin, Morris und Rover) von der ersten Stelle der britischen Zulassungsstatistik.
1976 stieg Ford of Europe mit dem Fiesta, der ersten Kombilimousine von Ford mit Frontantrieb und quer eingebautem Motor, in den Kleinwagenmarkt ein. Der Fiesta wurde im Ford-Werk in Valencia in Spanien gebaut und war mit Vierzylinder-Ottomotoren mit 1,0; 1,1 und 1,3 Liter Hubraum (wie der erste Escort) erhältlich. In der sportlichen XR2-Version gab es später auch einen Motor mit 1,6 Liter Hubraum. Nicht nur in Großbritannien und Deutschland, sondern auch in den anderen europäischen Staaten gehörte das Modell bald zu den meistverkauften Autos des Kontinents. Es setzte sich gegen Konkurrenten wie den VW Polo, den Citroën Visa, den Vauxhall Chevette und den Peugeot 104 durch.
1976 wurde auch der neue Cortina Mk. IV und der nun baugleiche Taunus TC ’76 vorgestellt. Der Cortina führte in Großbritannien weiterhin die Verkaufsstatistik an. Er setzte sich gegen Modelle der Konkurrenten wie den Vauxhall Cavalier / Opel Ascona oder den Chrysler Alpine durch.
Im September 1977 wurde die dritte Baureihe des Granada vorgestellt. Ab 1976 wurden alle Granadas in Köln gebaut, der Name Consul für die günstige Variante des Granada entfiel bereits 1975. Der Capri II erschien 1978 und wurde ebenfalls nur in Köln gebaut.
Ab Oktober 1980 verkaufte Ford die dritte Baureihe des Escort, den Escort ’81 mit Frontantrieb und modernem Aussehen, in Großbritannien, in Deutschland und im übrigen Westeuropa. Erstmals gab es den Escort als Kombilimousine; eine Stufenhecklimousine gab es nicht mehr. Der 2,0-Liter-OHC-Motor wurde nicht mehr im Escort angeboten; das Spitzenmodell war anfangs der XR3 mit 1,6-Liter-CVH-Motor. Während der beiden Ölpreiskrisen 1973/74 und 1979/80 war Benzin erheblich teurer geworden; viele Käufer wollten Autos mit sparsamen Motoren. Der Escort war für Ford ein wichtiges Volumenmodell und für Autokäufer eine Alternative zum VW Golf II und zum Opel Ascona C.

### 1981–1989: Sierra, Orion und Scorpio

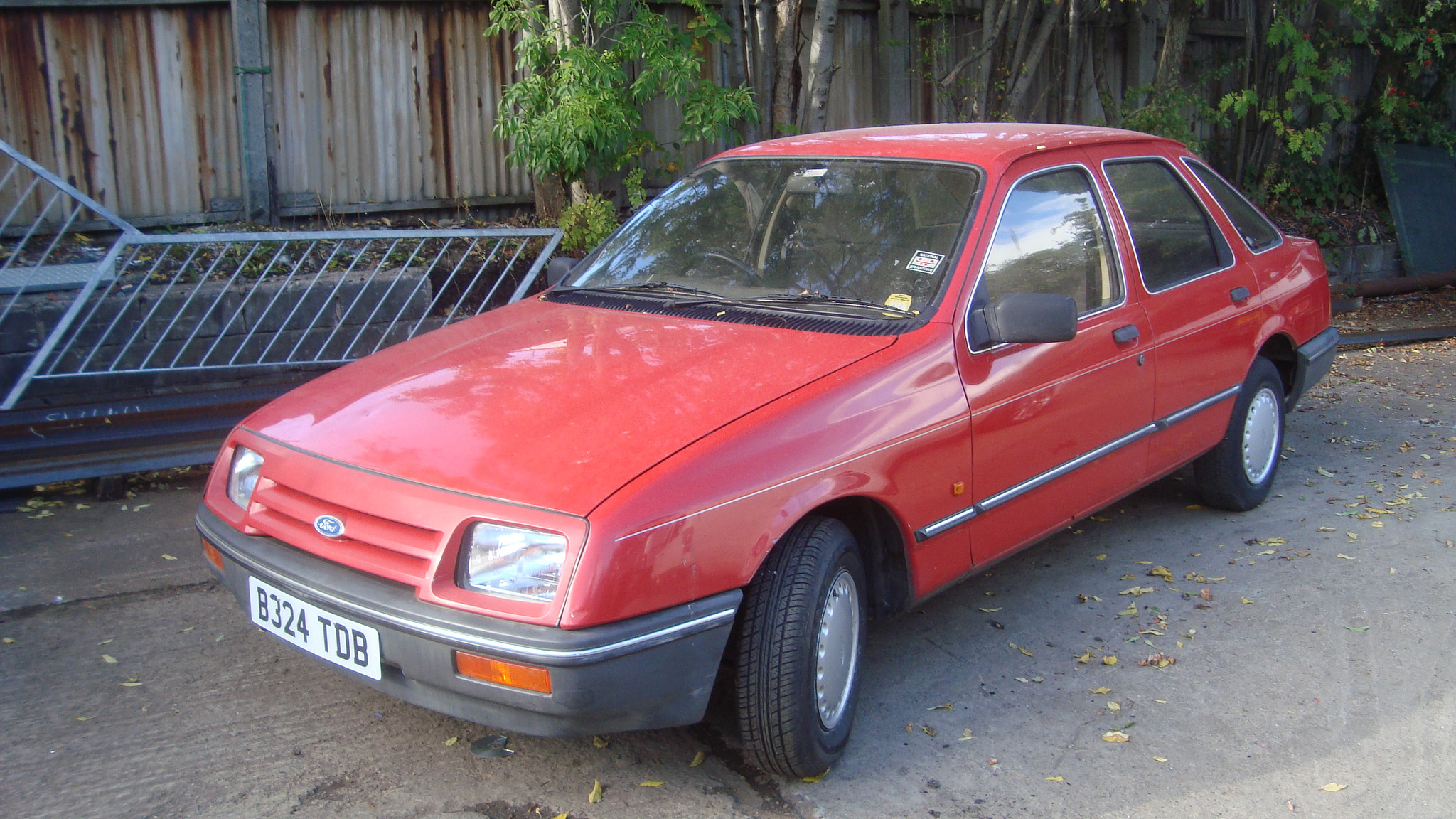
Ford Sierra

20 Jahre Cortina-Fertigung in Großbritannien endeten im Oktober 1982, als der neue Sierra herauskam. Der neue Wagen hatte weiterhin angetriebene Hinterräder, aber Einzelradaufhängung statt Starrachse. Die große Neuerung aber war die neue, ultramoderne und strömungsgünstige Form. Anfangs waren die Verkaufszahlen enttäuschend, aber die Nachfrage stieg bald, und 1983 stand der Sierra an dritter Stelle der britischen Verkaufsstatistik. Der Wagen wurde in Großbritannien und Belgien gebaut und in ganz Europa und darüber hinaus verkauft. Später gab es auch Cosworth-Versionen des Sierra, die es auf eine Höchstgeschwindigkeit von 241 km/h brachten.
1983 erhielt der sieben Jahre alte Fiesta eine umfangreiche Modellpflege und wird deshalb als zweite Baureihe geführt. Der Fiesta ’84 war weiterhin als 3-türige Kombilimousine erhältlich, hatte aber weichere Linien, die ihm ein moderneres Aussehen verliehen. Die sportliche XR2-Version gab es auch wieder, aber mit neuem CVH-Motor mit mehr Leistung und dem ersten Fünfganggetriebe, das je in einen Fiesta eingebaut wurde. Ebenfalls 1983 gab Ford den Kundenwünschen nach einer Stufenheckversion der erfolgreichen Escort-Kombilimousine nach. Die vom Escort abgeleitete Stufenheckversion hieß Orion, war aber höher in der Modellpalette angesiedelt. Der 1,1-Liter-Motor war nicht erhältlich und es gab nur die besseren Ausstattungsvarianten GL und Ghia. Der Orion war fast so lang wie der Sierra, und viele Kunden sahen in ihm den wahren Nachfolger des alten Cortina / Taunus TC.
Im Mai 1985 präsentierte Ford mit dem Scorpio einen weiteren Meilenstein. Der Wagen basierte auf der verlängerten Plattform des Sierra und sah sehr viel moderner aus als alle anderen Autos damals in diesem Marktsegment. Der Scorpio war auch das erste Großserienfahrzeug der Welt, das serienmäßig mit Antiblockiersystem (ABS) ausgestattet war. Gute Ausstattung, ein komfortabler Innenraum und gute Qualität sorgten für den europaweiten Erfolg des nur in Deutschland gefertigten Scorpio. Eine Stufenheckvariante erschien 1989.
Die Fertigung des Sportwagens Capri endete im Dezember 1986 nach 17 Jahren und es gab keinen Nachfolger, da Sportcoupés nicht mehr gefragt waren. Viel populärer waren schnelle Kombilimousinen, wie der Ford Escort XR3i, der Vauxhall Astra GTE / Opel Kadett GTE, der Peugeot 309 GTI oder der VW Golf GTI.
Im Februar 1987 wurde ein neuer Sierra vorgestellt, der vor allen Dingen jetzt auch als Stufenhecklimousine erhältlich war. Die Modelle der Konkurrenten, wie Austin Montego, der Vauxhall Cavalier / Opel Ascona, der Fiat Croma und der Peugeot 405, boten dies längst. Die Stufenheckausführung war das erste Fahrzeug dieser Bauart von Ford nach der Einstellung des Cortina / Taunus TC fünf Jahre zuvor.
Ein neuer Fiesta auf moderner Plattform mit Verbundlenkerhinterachse wurde im April 1989 vorgestellt. Die wichtigste Neuerung war die lange erwartete fünftürige Version. Auch hier boten die Wettbewerber schon längst fünftürige Modelle, wie den Austin Metro, den Vauxhall Nova / Opel Corsa, den Fiat Uno, den Seat Ibiza oder den Peugeot 205. Neu im Angebot waren auch die 1,0 und 1,1-Liter-HCS-Motoren (High Compression Swirl), die es zusätzlich zu den bewährten 1,3- und 1,4-Liter-Motoren gab. Es gab auch einen 1,8-Liter-Dieselmotor und die Sportmodelle XR2i und RS Turbo mit 1,6-Liter-Motoren. Das Spitzenmodell Ghia war als erster Fiesta mit elektrischen Fensterhebern und ABS ausgestattet.
Den größten Teil der 1980er-Jahre war der Escort das meistverkaufte Auto der Welt; von 1982 bis 1989 führte es jedes Jahr die britischen Verkaufsstatistiken an. Trotz eines Facelifts im März 1986 sah der Wagen am Ende der Dekade aber im Vergleich zu den Konkurrenzprodukten wie dem Rover 200, dem Peugeot 309, dem Fiat Tipo und dem Vauxhall Astra / Opel Kadett altbacken aus.

### 1990–1996:Driven by You

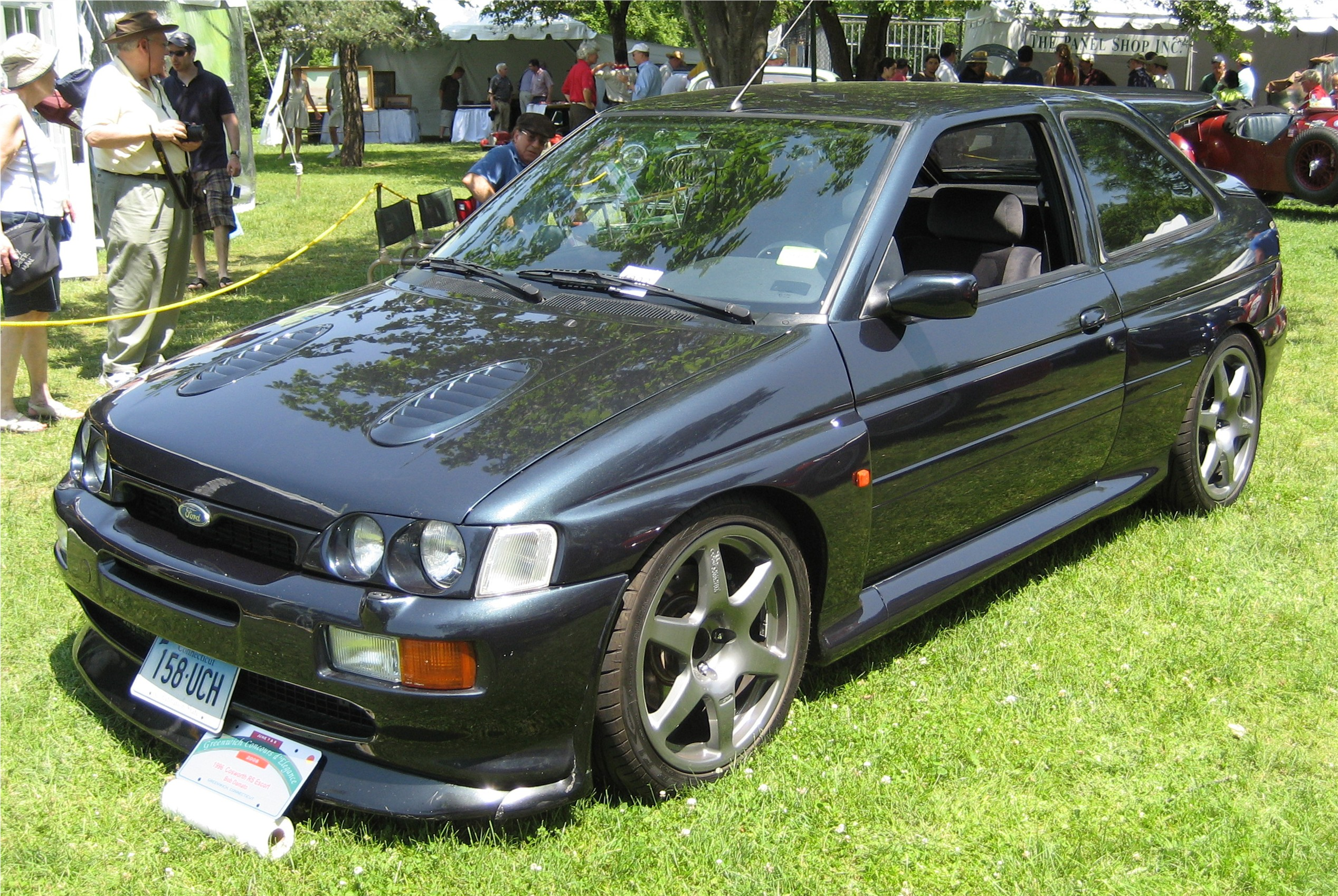
Ford Escort RS Cosworth (1996)

Der Escort ’91 wurde im September 1990 zusammen mit dem neuen Orion vorgestellt, aber die beiden neuen Fahrzeuge stießen auf nur mäßiges Interesse. Die Modellpalette wurde während der Bauzeit um den RS2000 16V und RS Cosworth erweitert, die beide auf positivere Reaktionen stießen. Der RS2000 verfügte über einen modernen  DOHC 16V-Motor, der 110 kW (150 PS) leistete, zur umfangreichen Serienausstattung gehörten unter anderem Halbschalensitze der Firma Recaro. Der RS Cosworth ist strenggenommen kein Escort. Das Fahrzeug und insbesondere die Technik basiert auf dem Ford Sierra. Für den Einsatz in der Rallyeweltmeisterschaft sollte der kompaktere Escort zum Einsatz kommen, jedoch weiterhin den – anders als bei allen anderen Escort ab 1980 – längs eingebauten Cosworth-YB-Motor mit 162 kW (220 PS) sowie den Allradantrieb des Ford Sierra haben. Zwischen 1993 und 1997 gewann der Escort insgesamt elf Läufe zur Rallyeweltmeisterschaft.
Ford konnte sich Anfang der 1990er Jahre sicher in der Spitzenposition der britischen Verkaufsstatistiken halten. Man ließ sogar Brian May von Queen ein neues Lied – Driven by You – schreiben, das in Ford-Fernsehspots in Großbritannien eingesetzt wurde.
Ford antwortete auf die Kritik an den Unzulänglichkeiten des Escort im September 1992 mit einer kleinen Modellpflege, und der Einführung der neuen Zetec-Motoren bestand, die auch im Fiesta verfügbar waren. Auch der Orion profitierte von den Verbesserungen, aber ab 1993 wurde die Bezeichnung Orion aufgegeben und die Stufenheckversionen hießen nun ebenfalls Escort.
1993 führte Ford bei allen Serienmodellen einen serienmäßigen Fahrer-Airbag ein; viele Modelle hatten auch einen Beifahrer-Airbag entweder serienmäßig oder auf Wunsch.
Im Februar 1993 stellte Ford den grundlegend neuen Mittelklassewagen Mondeo vor, der den Sierra ersetzte und mit dem Opel Vectra / Vauxhall Cavalier, dem Peugeot 405 und dem Nissan Primera im Wettbewerb stand. Mit dem Mondeo wurde in dieser Klasse der Schritt zum Frontantrieb getan und das Modell war mit verschiedenen Zetec-16V-Motoren erhältlich. 1994 kam auch ein 2,5 Liter Duratec-V6 dazu. Der Wagen, der als Kombilimousine, Stufenhecklimousine und Kombi verfügbar war, wurde 1993 zum Auto des Jahres gewählt. Bei seiner Vorstellung kam es kaum ein Frontantriebsauto mit besseren Fahreigenschaften in Europa. 1994 führte Ford auch wieder die Verkaufsstatistik der Mittelklassewagen im Vereinigten Königreich an und verdrängte damit den Vauxhall Cavalier, der sie in den Jahren davor angeführt hatte.
Anfang 1994 hatte Ford mit dem Probe, der im US-amerikanischen Stil gebaut war und auf einem Mazda basierte, auch wieder auf dem Markt für Coupés etwas zu bieten. Der mit 2,0-Liter-16V-Vierzylindermotor oder 2,5-Liter-V6-Motor ausgestattete Wagen fuhr sich gut, verkaufte sich aber schlechter als Ford es sich erhofft hatte.
1995 überarbeitete Ford die Modellreihen Fiesta und Escort, um sie mit der immer größer werdenden Zahl von Rivalen wettbewerbsfähig zu halten, die sich anschickten, Fords Marktposition anzugreifen. Eine weitere Neuvorstellung in diesem Jahr war der gemeinsam mit VW entwickelte und in Palmela (Portugal) vom Gemeinschaftsunternehmen Autoeuropa Automóveis produzierte Van (Großraumlimousine) Galaxy, der auf Anhieb die Verkaufsstatistik der Vans im Vereinigten Königreich anführte.

### 1996–2003: New-Edge-Design
1996 führte Ford das „New-Edge-Design“ in seine Baureihen ein. Einige der Modelle mit dem auffälligen neuen Look waren neu, andere waren nur facegeliftete Versionen früherer Konstruktionen.
Hauptartikel: New-Edge-Design
1996 drang Ford mit dem eigenartig benannten und eigenartigen gestylten Ka in den Markt für Kleinstwagen ein, wurde aber 1997 bei der Konkurrenz Auto des Jahres vom Renault Scénic auf Platz 2 verwiesen. Der Ka war mit der Plattform des Fiesta gebaut und dessen 1,3-LIter-Ottomotor. Kritik erregten die Enge auf den Rücksitzen und der kleine Kofferraum. Ungefähr zur selben Zeit erhielt der Mondeo ein Facelift mit schärfer konturierter Front und neuen Sitzen, die den Rücksitzpassagieren mehr Platz boten.
Ebenfalls auf Basis des Fiesta '96 entstand das Coupé Puma 1997, das mit einem Motor aus dem Fiesta-Programm entweder mit 1,4 oder 1,7 Liter Hubraum erhältlich war und der Mazda 121, den Ford für Mazda produzierte und der sich vom  Fiesta praktisch nur durch die anderen Markenembleme unterschied.
Mit der Produktionseinstellung des Scorpio – wie der Wagen seit 1995 auch im Vereinigten Königreich hieß – verabschiedete sich Ford im Mai 1998 aus der oberen Mittelklasse. Das eigenartige Styling der Facelift-Version, das kaum eine Parallele in anderen europäischen Ford-Modellen oder auch in europäischen Konkurrenzmodellen fand, trug zum Misserfolg des Modells bei.

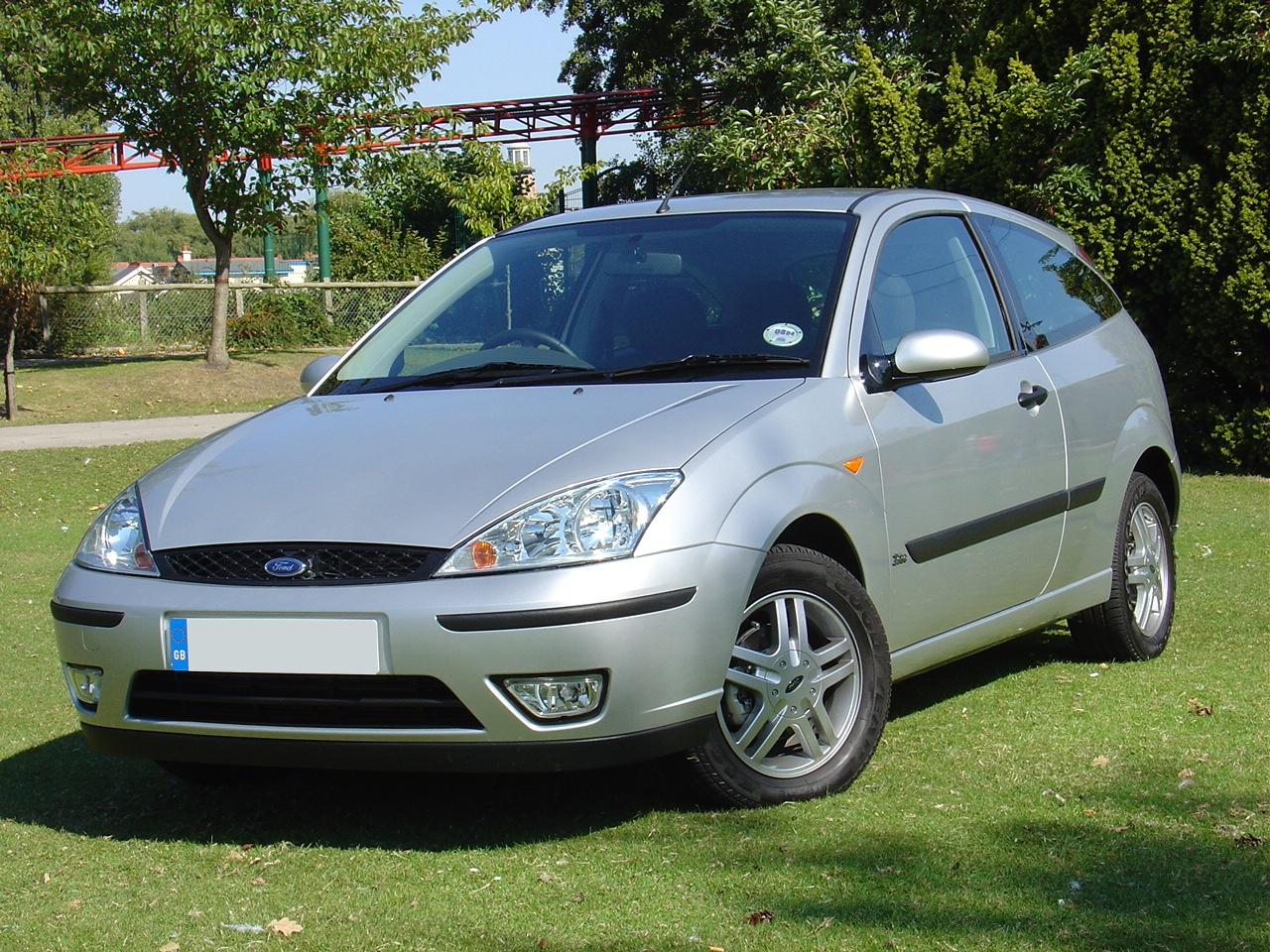
Ford Focus (2001)

1998 kam mit der Einführung des Nachfolgemodells Focus das Ende für den Escort. Da der Focus vollkommen anders als alles Andere auf europäischen Straßen damals aussah, setzte Ford die Fertigung des Escort bis Juli 2000 fort, um den Kunden die Möglichkeit zu geben, sich an das neue Design zu gewöhnen. Aber Ford hätte sich nicht vor den Publikumsreaktionen auf den neuen Focus Angst haben müssen, denn dieser wurde mehrfach zum Auto des Jahres gewählt. Auf dem Höhepunkt der Produktion verließ durchschnittlich alle 12 Sekunden ein Focus die Montagelinien in Saarlouis (Deutschland), Valencia (Spanien), Wayne (Michigan) (USA) und Hermosillo (Mexiko).
1998 kam auch der Nachfolger des Probe in Gestalt des Cougar. Wie auch sein Vorgänger entstand der Cougar in den USA und war mit 2,0- und 2,5-Liter-Motoren ausgestattet. Anders als sein Vorgänger basierte der auf der Frontantriebsplattform des Mondeo. Für ein Coupé bot er sehr viel Platz und glänzte mit hervorragenden Fahreigenschaften. Die Verkaufszahlen in Europa waren recht niedrig und so bot man den Wagen ab 2001 nur noch in den USA an.
Der alternde Fiesta erhielt sein zweites Facelift im Herbst 1999 und verkaufte sich immer noch glänzend dank seiner guten Fahreigenschaften und seines guten Handlings, die sein Alter erfolgreich verschleierten. Die Innenausstattung gehörte damals zu den besten im Kleinwagenbereich, wenn auch der Platz – besonders auf den Rücksitzen – nicht überzeugen konnte. Diesen Makel behob man 2002, als der vollkommen neue Fiesta in den Verkauf ging. Dieser neue Fiesta sollte in Köln und Valencia gebaut werden, wobei in jedem Werk etwa alle 27 Sekunden ein Fiesta die Bänder verließ. Damit war auch die PKW-Produktion von Ford im Vereinigten Königreich nach etwa 90 Jahren beendet, auch wenn Nutzfahrzeuge und Motoren noch in Dagenham gebaut wurden.
Der Mondeo wurde gänzlich erneuert Ende 2000 vorgestellt, wurde aber vom Alfa Romeo 147 beim Wettbewerb Auto des Jahres geschlagen. Der neue Mondeo war preiswerter als sein Vorgänger, aber sein größter Vorteil lag in der komfortablen Ausstattung und den guten Fahreigenschaften, die ihn in der Mittelklasse zurück an die Spitze brachten. Auch wenn die Nachfrage in diesem Marktsegment in den 2000er-Jahren in Europa leicht sank, blieb der Mondeo doch Großbritanniens beliebtester Mittelklassewagen bis 2007, als ihn der facegeliftete Vauxhall Vectra ausstach.
Mit der Fertigungseinstellung des Puma Anfang 2002 hatte Ford erneut kein Coupé mehr im Angebot. 2003 brachte Ford mit dem C-Max erstmals ein Fahrzeug im wachsenden Kompaktvan-Markt. Der C-Max war das erste Modell auf einer neuen Plattform, die ein Jahr später auch dem neuen Focus dienen sollte.

### Seit 2004: Kinetic Design

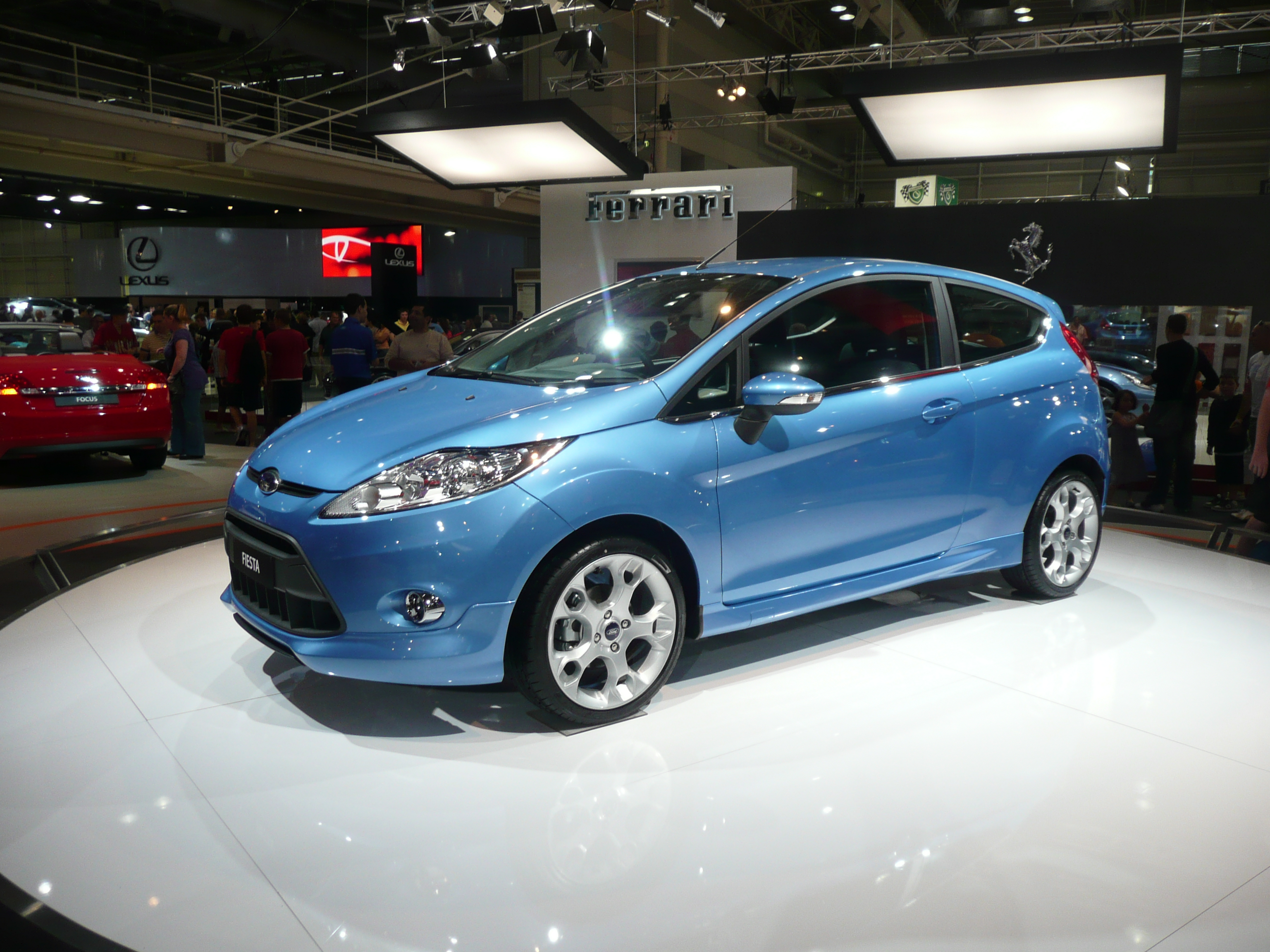
Ford Fiesta (2008)

Die zweite Generation des Focus – Kombilimousine, Stufenhecklimousine und Kombi – kamen im Dezember 2004 in den Verkauf und schlossen sich nahtlos an den Vorgänger an. Das neue Modell wurde für seine komfortable Ausstattung, seine guten Fahreigenschaften und seine Zuverlässigkeit gelobt. Einziger Kritikpunkt war sein unorganisches Design, das sich wenig von dem des Vorgängers unterschied.
2006 wurden der neue S-MAX und die zweite Generation des Galaxy vorgestellt. Beide Wagen hatten die gleiche Plattform, aber der S-MAX war billiger und sportlicher, während der Galaxy luxuriöser ausgestattet und eher praxisorientiert war. Der S-MAX wurde der erste Van der zum Auto des Jahres gewählt wurde.
Im Juni 2007 wurde die dritte Generation des Mondeo vorgestellt. Mit dem 1,6-Liter-Vierzylinderreihenmotor als Basismotorisierung ist er erschwinglicher als sein Vorgänger.
Der 2005 überarbeitete Fiesta wurde Ende 2008 durch ein neues Modell ersetzt, das als Fiesta Econetic auch mit diesel- und Fiesta LPG mit flüssiggasgetriebenen Motoren erhältlich ist.
Dem Fiesta im Styling entspricht der Ka der zweiten Generation, der 2009 bis 2016 auf dem Markt war. Er wurde gemeinsam mit dem Fiat 500 (Type 312) und auf dessen Plattform im polnischen Tychy gebaut.
2005 feierte Ford den 30. Jahrestag der Führung in der britischen Popularitätsskala. Der Focus war der meistverkaufte Wagen im Vereinigten Königreich, der Fiesta stand auf dem fünften Platz und der Mondeo auf dem neunten Platz. Dennoch war der Abstand zwischen Ford und seinen Verfolgern geringer denn je; Vauxhall und Renault lagen nur ein kleines Stück hinter Ford.
2008 kaufte Ford die Mehrheit der Aktien von Automobile Craiova in Rumänien und benannte das Unternehmen später in Ford Romania um. Der Transit Connect ist das erste Modell, das dort produziert wird. Auch die Produktion des B-MAX und des 1,0-Liter-EcoBoost-Motors wurden in diesem Werk aufgenommen.

## Nutzfahrzeuge
Die Nutzfahrzeugabteilung von Ford of Britain gehörte zu Ford of Europe, bis sie 1986 an die Iveco-Division von Fiat in Italien verkauft wurde. Die letzten bedeutenden Modelle waren der Ford Transcontinental und der Ford Cargo.

## Traktoren
Die Fertigung von Ford-Traktoren in Europa wurde nach dem Verkauf der Abteilung an Fiat 1993 eingestellt und der Name wurde von Ford New Holland in New Holland geändert. New Holland gehörte später zu CNH Global. Traktoren wurden in den Werken Antwerpen in Belgien und Basildon im Vereinigten Königreich gefertigt.

## Wichtigste europäische Standorte
Die Gesellschaft hat ihre wichtigste Teststrecke in Lommel in Belgien.

### Montagewerke
| Werk                             | Ort                           | Land                   | Mitarbeiter | Produkte                                                                                              | Eröffnungsjahr |
| -------------------------------- | ----------------------------- | ---------------------- | ----------- | --- | -------------- |
| Ford Romania                     | Craiova                       | Rumänien               | 4500        | B-MAX (bis 2017), EcoSport, Puma                                                                      | 2008           |
| Köln Karosserie & Montage        | Köln-Niehl                    | Deutschland            | 4405        | Fiesta (bis 2023), Explorer, Capri                                                                    | 1931           |
| Ford Otosan Montage              | Gölcük (Kocaeli)              | Türkei                 | 7534        | Transit, Transit Connect                                                                              | 2001           |
| Ford Vsevolozhsk Montage         | Sankt Petersburg              | Russland               | 2665        | Focus, Mondeo                                                                                         | 2002           |
| Genk Karosserie & Montage        | Genk                          | Belgien                | 4731        | Mondeo, 2006–2014: S-MAX, Galaxy                                                                      | 1964           |
| Saarlouis Karosserie & Montage   | Saarlouis                     | Deutschland            | 6524        | Focus, C-Max (2003–2010, 2014–2019), Grand C-Max (2014–2019)                                          | 1970           |
| Southampton Karosserie & Montage | Southampton                   | Vereinigtes Königreich | 1120        | Transit                                                                                               | 1953           |
| Valencia Karosserie & Montage    | Almussafes (Provinz Valencia) | Spanien                | 6180        | C-Max (2011–2014), Grand C-Max (2011–2014), Kuga, Mondeo (ab 2014), S-Max (ab 2015), Galaxy (ab 2015) | 1976           |

Quelle: